# Ljubljansko barje (Vogelschutzgebiet)
Das europäische Vogelschutzgebiet Ljubljansko barje (deutsch: Laibacher Moor) liegt auf dem Gebiet der Gemeinden Ljubljana und Vrhnika im Zentrum von Slowenien südlich der Hauptstadt Ljubljana. Die Kulturlandschaft im etwa 124 km² großen Vogelschutzgebiet wird insbesondere durch Feuchtgebiete und ausgedehnte Grünlandbestände geprägt und ist von zahlreichen Entwässerungsgräben durchzogen. Durch die Senke fließt der Fluss Ljubljanica. Das Gebiet gilt als einer der wichtigsten Brutplätze für Wiesenbrüter in Slowenien. Unter anderem brütet hier ungefähr die Hälfte des landesweiten Bestands des Wachtelkönigs.

## Schutzzweck
Folgende Vogelarten sind für das Gebiet gemeldet; Arten, die im Anhang I der Vogelschutzrichtlinie geführt sind, sind mit * gekennzeichnet:
| Bild              | Anhang I | EU Code | Art               | wissenschaftlicher Name    |
| ----------------- | -------- | ------- | ----------------- | -------------------------- |
| Drosselrohrsänger |          | A298    | Drosselrohrsänger | Acrocephalus arundinaceus  |
| Schilfrohrsänger  |          | A295    | Schilfrohrsänger  | Acrocephalus schoenobaenus |
| Feldlerche        |          | A247    | Feldlerche        | Alauda arvensis            |
| Purpurreiher      | *        | A029    | Purpurreiher      | Ardea purpurea             |
| Uhu               | *        | A215    | Uhu               | Bubo bubo                  |
| Rohrweihe         | *        | A081    | Rohrweihe         | Circus aeruginosus         |
| Kornweihe         | *        | A082    | Kornweihe         | Circus cyaneus             |
| Wiesenweihe       | *        | A084    | Wiesenweihe       | Circus pygargus            |
| Wachtel           |          | A113    | Wachtel           | Coturnix coturnix          |
| Wachtelkönig      | *        | A122    | Wachtelkönig      | Crex crex                  |
| Silberreiher      | *        | A027    | Silberreiher      | Egretta alba               |
| Rotfußfalke       | *        | A097    | Rotfußfalke       | Falco vespertinus          |
| Kranich           | *        | A127    | Kranich           | Grus grus                  |
| Neuntöter         | *        | A338    | Neuntöter         | Lanius collurio            |
| Feldschwirl       |          | A290    | Feldschwirl       | Locustella naevia          |
| Grauammer         |          | A383    | Grauammer         | Miliaria calandra          |
| Großer Brachvogel |          | A160    | Großer Brachvogel | Numenius arquata           |
| Nachtreiher       | *        | A023    | Nachtreiher       | Nycticorax nycticorax      |
| Zwergohreule      |          | A214    | Zwergohreule      | Otus scops                 |
| Wespenbussard     | *        | A072    | Wespenbussard     | Pernis apivorus            |
| Goldregenpfeifer  | *        | A140    | Goldregenpfeifer  | Pluvialis apricaria        |
| Braunkehlchen     |          | A275    | Braunkehlchen     | Saxicola rubetra           |
| Waldschnepfe      |          | A155    | Waldschnepfe      | Scolopax rusticola         |
| Sperbergrasmücke  | *        | A307    | Sperbergrasmücke  | Sylvia nisoria             |
| Kiebitz           |          | A142    | Kiebitz           | Vanellus vanellus          |